# Mauritania Airways
La Mauritania Airways S.A. era una compagnia aerea con sede a Nouakchott, in Mauritania. La società è stata costituita nel dicembre 2006, e ha realizzato il suo primo volo il 7 novembre 2007. Essa ha sostituito la vecchia società Air Mauritanie, l'ex compagnia aerea di bandiera nazionale, che a seguito di problemi finanziari è stata messa in liquidazione nell'ottobre 2007. Mauritania Airways era una joint venture fra Mauritania e Tunisia: Tunisair ne deteneva il 51%, il finanziere mauritano Mohamed Ould Bouamatou il 39% e il governo della Mauritania il restante 10%.

## La chiusura
Le operazioni di volo sono terminate a dicembre 2010, mese in cui la compagnia ha chiuso. Lo stato della Mauritania, in parte proprietario del vettore, ha deciso di subentrare nella Mauritania Airlines International.

## Flotta
Al momento della chiusura, la flotta di Mauritania Airways era costituita dai seguenti aeromobili:

### Flotta storica
Nel corso degli anni Mauritania Airways ha inoltre utilizzato: